# 무선 인터넷 규약
무선 인터넷 규약(Wireless Internet Protocol)은 무선 규약으로 WAP 2.0을 사용하는 일반적인 개념으로, XHTML과 오픈 모바일 얼라이언스에서 발전시키고 있는 WAP의 향후보전들을 통칭한다.
무선 인터넷 규약은 XTML 페이지를 접근하기 위해서, 웹에 대한 WAP 프록시가 필요하지 않다.
무선 인터넷 규약을 사용함으로써, 페이지들은 웹이나, 무선 단말기용으로든가의 구분없이 단일하게 구성할 수 있다.